# Evelin Ramón

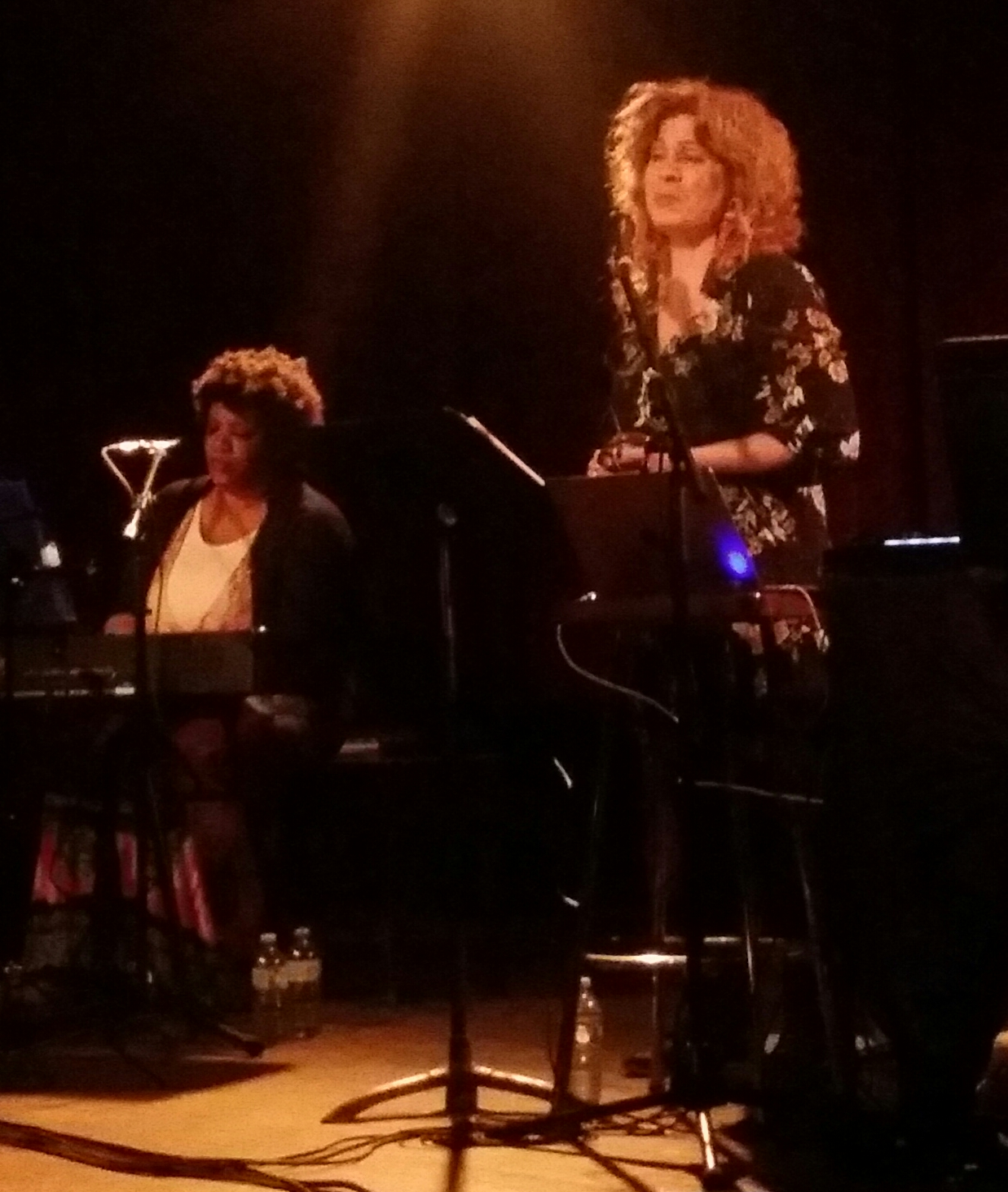
Evelin Ramòn fotografiada en Montreal, Quebec, Canadá en La Sala Rossa.

Evelin Ramón (Santiago de Cuba, Cuba, 1979) es una destacada compositora y cantante cubana.

## Formación académica
Evelin Ramón estudió piano, dirección de coro y canto en el Conservatorio de Música de Santiago de Cuba, Cuba; y posteriormente estudió composición musical en la Universidad de las Artes de La Habana, bajo la supervisión de los compositores Juan Piñera y Louis Franz Aguirre.
Ramón obtuvo una Maestría en Composición de la Universidad de Montreal, bajo la tutela de la compositora Ana Sokolovic. En el 2012, le fue otorgada una residencia para el estudio de la composición musical en la Facultad de Música de la Universidad de Montreal; la cual le permitió colaborar en el proyecto “Danser la musique d’aujourd’hui” (Bailar la música actual) en colaboración con L’École de Danse Contemporaine de Montréal, para la cual compuso la pieza Souffles para voz femenina, medios electroacústicos y veintiún bailarines.
Ramón ha participado en programas de perfeccionamiento profesional como el VII Encuentro de compositores "Injuve" en España (2002), y en los "Rencontres de Musique Nouvelle au Domaine Forget" (2012). Ella también ha participado en cursos y seminarios de análisis, orquestación y composición ofrecidos por importantes compositores como: Stefano Bracci, Mauricio Sotelo, Beat Furrer, Philippe Leroux, John Rea, Denys Bouliane, Lasse Thoresen y Hugues Leclair. Actualmente continúa sus estudios de doctorado en composición en la misma Universidad de Montreal con el compositor Pierre Michaud.

## Actividad profesional
La música de Evelin Ramón ha sido presentada en Canadá, España, Alemania, Venezuela, Francia, México, Dinamarca, Groenlandia, Estados Unidos, Chile y  Cuba, interpretada por reconocidos ensambles y músicos  profesionales como "Les Percussions de Strasbourg", Le Nouvel Ensemble Moderne (NEM), Sixtrum, el Ensemble Transmission, Continuum Contemporary Music bajo la dirección de Jean-François Rivest, Les Grands Vents de Montréal, y la Orquesta Sinfónica de la Universidad de Montreal dirigida por David Martin.  Su trabajo actual aborda la interpretación, la composición, la improvisación y la enseñanza.
Evelin Ramón es actualmente miembro del Consejo Nacional de la Liga Canadiense de compositores (CLC) y una de las presentadoras del programa radial "Pulsar", en CISM 89.3, Montréal, Canadá, dedicado íntegramente a la música contemporánea.
Su reciente disco “Cendres” para voz y medios electroacústicos fue dado a conocer el 24 de noviembre de 2017, en el marco de un concierto organizado por New Music Edmonton, en Alberta, CA.

## Premios y reconocimientos
Evelin Ramón ha recibido numerosos premios y reconocimientos a su labor profesional, como los siguientes: El Primer Premio de Composición Musical dentro del marco del Festival de Música de La Universidad de las Artes (Habana, Cuba). El Primer Premio del Concurso de Composición de La Habana así como los premios de composición de la Orquesta de la Universidad de Montreal (2010) y el concurso Serge-Garant (2011).
En el 2014, Evelin Ramón fue seleccionada para participar en el proyecto Génération 2014, junto con otros tres jóvenes compositores canadienses. Este premio le permitió componer una obra que fue estrenada por el Ensemble contemporain de Montréal (ECM+), bajo la dirección de Véronique Lacroix. En el 2017, ella fue seleccionada para participar en el proyecto PIVOT, organizado por la Liga de Compositores Canadienses en conjunción con el Canadian Music Centre (CMC) y el Continuum Contemporary Music.